# Edwar López
Edwar Manuel López Gomez, noto semplicemente come Edwar López (Apartadó, 9 marzo 1995), è un calciatore colombiano, attaccante del Santa Fe.

## Caratteristiche tecniche
È un centravanti.

## Carriera
Ha esordito fra i professionisti il 20 settembre 2015 disputando con il Sanjoanense l'incontro di Campeonato de Portugal vinto 2-1 contro il Bustelo.
Il 27 novembre 2018 ha firmato un precontratto con l'Estudiantes (LP), che diventerà effettivo a partire dal 1º gennaio 2019.